# Szla
Szla [pronunciación en polaco: /ʂla/] es un pueblo ubicado en el distrito administrativo de Gmina Przasnysz, dentro del Condado de Przasnysz, Voivodato de Mazovia, en el este de Polonia central. Se encuentra aproximadamente a 10 kilómetros al noreste de Przasnysz y a 97 kilómetros al norte de Varsovia.
El pueblo tiene una población de 343 habitantes.